# Belkovskijön

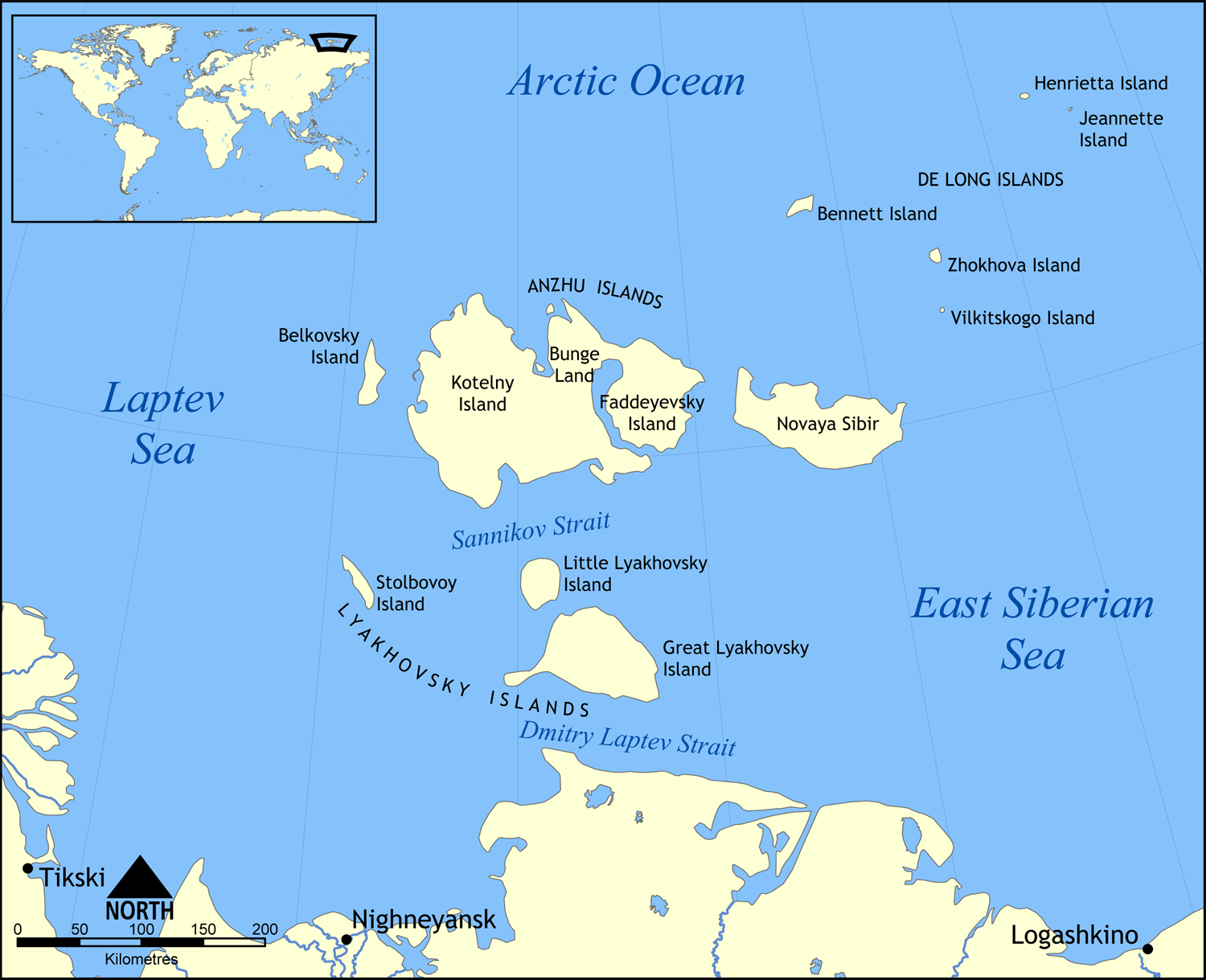
Områdeskarta

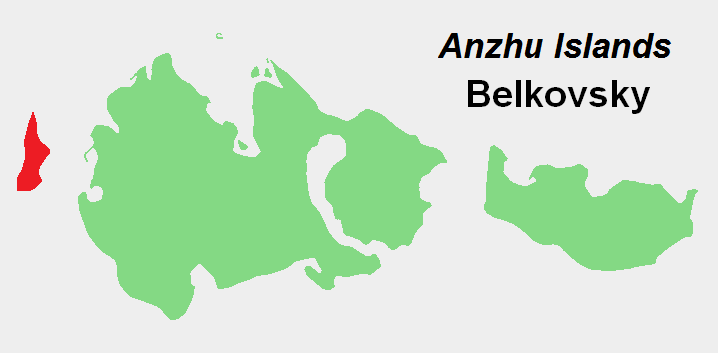
Lägeskarta

Belkovskijön (ryska: Бельковский остров, Belkovskij ostrov) är en ö i ögruppen Anzjus öar bland Nysibiriska öarna i Norra ishavet. Den tillhör Ryssland.

## Geografi
Belkovskijön ligger ca 4.500 km nordöst om Moskva utanför Sibiriens nordöstra kust mellan Laptevhavet i väst och Östsibiriska havet i öst som den västligaste ön i ögruppen.
Det obebodda området har en areal om cirka 535 km². Den högst höjden är cirka 127 m ö.h.
Det ca 25 km breda Zarjasundet skiljer Belkovskijön från huvudön Kotelnyjön och utanför den södra delen ligger småön Ostrov Strizjova.
Förvaltningsmässigt ingår området i den ryska delrepubliken Sacha.

## Historia
Ön upptäcktes 1808 av den ryske pälshandlaren Belkov.
Anzjus öar namngavs efter ryske sjöofficeren Pjotr Anzju (Peter Anjou) som under en forskningsexpedition åren 1820 till 1823 genom den östra delen av sibiriska ishavskusten under Ferdinand von Wrangel gjorde den första kartan över öarna.
Åren 1885 till 1886 och 1893 samt 1900-1902 genomförde balttyske upptäcktsresande Eduard Toll och Alexander Bunge i rysk tjänst en forskningsresa till området.